# Colima
Colima este unul din cele 31 de state federale ale Mexicului. Capitala sa este orașul omonim, Colima, iar cea mai mare așezare umană este Manzanillo.
1. 1 2  Institutul național de statistică, geografie și informatică
2. ↑   https://web.archive.org/web/20100810192803/http://elcomentario.ucol.mx/Noticia.php?id=1260333428 Lipsește sau este vid: |title= (ajutor)
3. ↑  Institutul național de statistică, geografie și informatică